# Lorenzo da Ponte
Lorenzo da Ponte (pravim imenom Emmanuele Conegliano) (Ceneda kod Venecije 1749. – New York 1838. godine), libretist. 
Djelovao je u Dvorskoj operi u Beču. Napisao je libreta za mnoge skladatelje, a slavu je stekao zbog libreta za Mozartove opere Figarov pir, Cosi fan tutte i Don Giovanni.
Odselio se u London, gdje je davao satove talijanskog jezika i pisao libreta za jednu talijansku opernu trupu. Emigrirao je 1805. godine u New York, gdje je zarađivao za život kao prodavač duhana i živežnih namirnica, nastojao organizirati gradsku opernu sezonu i podučavao talijanski na Sveučilištu Columbia. Iza sebe je ostavio i memoare u kojima opisuje svoj pustolovni život.